# Ellipteroides (Progonomyia) slossonae
Ellipteroides (Progonomyia) slossonae is een tweevleugelige uit de familie steltmuggen (Limoniidae). De soort komt voor in het Nearctisch en Neotropisch gebied.